# كيمبرلي مورغان
كيمبرلي مورغان (بالإنجليزية: Kimberly Morgan)‏ هي متسابقة ملكة الجمال أمريكية، ولدت في 22 فبراير 1983 في أكسفورد في الولايات المتحدة.